# Albany (U-Boot)
Die Albany (SSN-753) ist ein Atom-U-Boot der United States Navy und gehört der Los-Angeles-Klasse an. Sie ist nach der Stadt Albany in New York benannt.

## Geschichte
Der Auftrag, SSN-753 zu bauen, erging 1983 an Newport News Shipbuilding. 1985 wurde das Boot auf Kiel gelegt, 1987 erfolgten Stapellauf und Schiffstaufe. Taufpatin war Nancy M. Kissinger, die Ehefrau Henry Kissingers. Am 7. April 1990 wurde die Albany schließlich offiziell in Dienst gestellt. Das Boot war das letzte U-Boot der US Navy, das auf traditionelle Art und Weise von Kiel auf gebaut wurde und somit auch das letzte, das wirklich vom Stapel gelaufen ist, statt wie es neuere Boote tun, aufzuschwimmen.
2004 fuhr die Albany im Golf von Oman, wo sie an einer multinationalen U-Jagd-Übung teilgenommen hat. 2006 folgte eine Übung im Golf von Guinea und die Bekämpfung des Drogenschmuggels in der Karibik. Anfang 2008 verlegte das U-Boot an der Seite der Nassau für sieben Monate ins Mittelmeer und den Nahen Osten. Teilweise agiert es unabhängig von der Gruppe und besuchte Häfen in Frankreich, Italien und Norwegen.